# Dickson (Tennessee)
Dickson – miasto w Stanach Zjednoczonych, w stanie Tennessee, w hrabstwie Dickson.